# Святошинський районний суд міста Києва

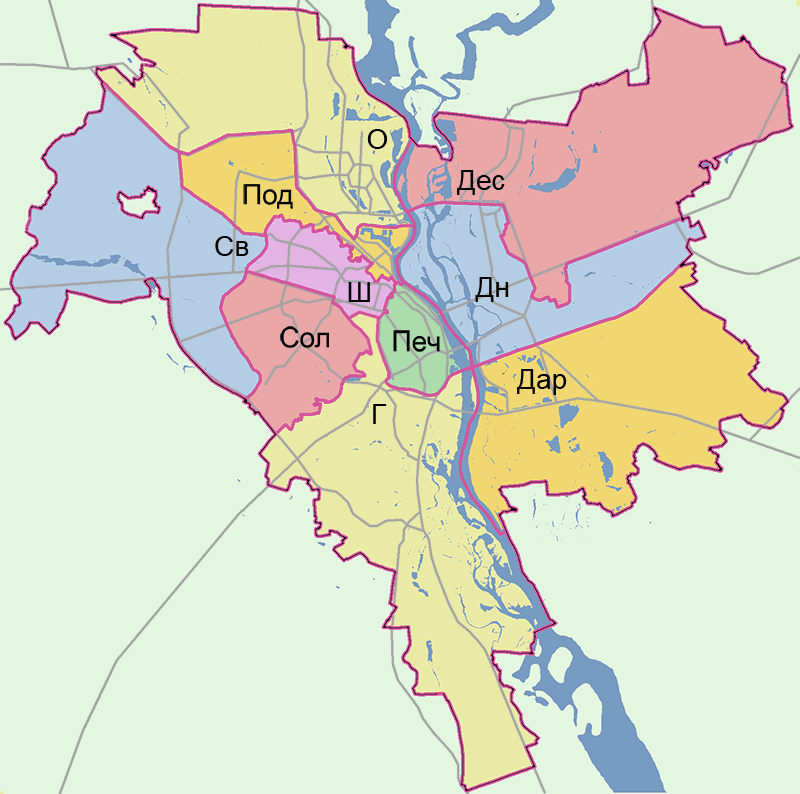
Св — Святошинський район

Святошинський районний суд міста Києва — загальний суд першої інстанції, юрисдикція якого поширюється на Святошинський район столиці України — міста Києва.
Створений на підставі Указу Президента України «Про внесення змін до Мережі та кількісного складу суддів місцевих судів» № 990/2001 від 18.10.2001 після ліквідації Ленінградського та Радянського районних судів міста Києва. До того за сучасною адресою суду знаходився Ленінградський районний народний суд м. Києва, створений 17 червня 1973 року.
Згідно з судовою реформою, передбачається ліквідація районних судів та створення замість них окружних. 29 грудня 2017 року видано Указ Президента України, яким Святошинський районний суд ліквідовано, а на його місці створений Четвертий окружний суд міста Києва. Проте, на даний час Указ не реалізований.

## Структура
Кількісний склад суддів Святошинського районного суду становить 34 штатні посади, з яких заповнено 28. Визначена спеціалізація суддів.
До 27.07.2020 суд розташовувався у двох приміщеннях: по вул. Якуба Коласа, 27-А та по вул. Жилянській, 142.
Починаючи з 28.07.2020 всі судді знаходяться у приміщенні по вул. Якуба Коласа, 27-А.
Серед працівників апарату, крім керівника і його заступника — спеціалісти, помічники суддів, секретарі, судові розпорядники, діловоди та ін.
Відділи:
- Загальна канцелярія
- Кримінальна канцелярія
- Цивільна канцелярія
- Канцелярія зі справ про адміністративні правопорушення
- Архів[5][6][7][8].

## Керівництво
Голова суду — Ясельський Анатолій Михайлович
 Заступник голови суду — П'ятничук Інна Віталіївна
 Заступник голови суду — Косик Людмила Григорівна
 Керівник апарату — Морозовська Оксана Анатоліївна
 Заступник керівника апарату — Роганькова Катерина Леонідівна.

## Резонанс
- 27 березня 2007 у дворі Святошинського суду убитий пострілом снайпера російсько-український кримінальний бізнесмен Максим Курочкін.
- Справа про розстріли на Майдані (з 2015 року).